# Pablo Herrera Campíns
Pablo Herrera Campíns (f. Caracas, Venezuela, 8 de enero de 2015) fue un médico y político venezolano. Fue el primer gobernador del estado Portuguesa tras el establecimiento de la democracia en Venezuela y representó al estado como senador en el Congreso Nacional. También presidió el Consejo Venezolano del Niño.

## Carrera
Pablo Herrera Campíns fue el primero gobernador del estado Portuguesa tras el establecimiento de la democracia en Venezuela, después del derrocamiento de la dictadura de Marcos Pérez Jiménez en 1958, donde realizó obras en todos los municipios.
Fue electo como senador por Portuguesa en el Congreso Nacional. En el Senado fue designado como presidente de la Comisión Especial del Senado para el Estudio del Proyecto de la Ley de Aguas, constituida para analizar el proyecto de ley presentado por el Ejecutivo Nacional. La comisión fue instalada el 18 de noviembre de 1976, Herrera Campíns presidió todas sus reuniones, y contó con diversas opiniones de diferentes grupos, instituciones privadas y personalidades interesadas en el proyecto.
Pablo también fue presidente del Consejo Venezolano del Niño por varios años, luego llamado Instituto Nacional del Menor, y como escribió varios textos relacionados con la medicina.

## Legado
El liceo Pablo Herrera Campíns, en Píritu (Portuguesa), y el centro socioeducativo Pablo Herrera Campins, un centro de reclusión para menores de edad en Barquisimeto, han sido nombrados después de él.

## Vida personal
Pablo fue el hermano mayor de Luis Herrera Campíns, presidente de Venezuela, y de María Esperanza Herrera de Duin. Estuvo casado y tuvo tres hijos.